# I когорта тирийцев
I стрелковая когорта тирийцев (лат. cohors I Tyriorum saggittariorum) — вспомогательное подразделение армии Древнего Рима.
Существуют эпиграфические свидетельства, подтверждающие дислокацию данного подразделения в Нижней Мёзии в 99 году. В 140 году когорта находилась уже в Нижней Дакии. Точное место расположения её лагеря до их пор остаётся неизвестным.